# Станковці (Жаканє)
45°32′ пн. ш. 15°18′ сх. д. / 45.54° пн. ш. 15.30° сх. д.
Станковці (хорв. Stankovci) — населений пункт у Хорватії, в Карловацькій жупанії у складі громади Жаканє.

## Населення
Населення за даними перепису 2011 року становило 17 осіб.
Динаміка чисельності населення поселення: